# Albert Uderzo

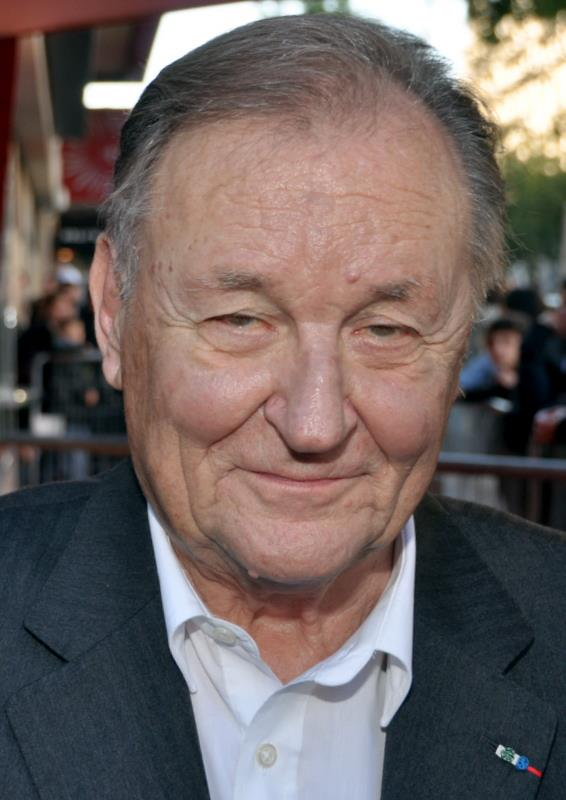
Albert Uderzo (2012)

Albert Uderzo [alˈbɛ(ː)ʁ ydɛʁˈzo] (* 25. April 1927 als Alberto Aleandro Uderzo in Fismes; † 24. März 2020 in Neuilly-sur-Seine) war ein französischer Zeichner. Er wurde als Illustrator und Mitautor der seit 1959 erscheinenden Comicreihe Asterix bekannt.

## Leben
Uderzo wuchs als Sohn italienischer Einwanderer, die 1934 die französische Staatsbürgerschaft erhielten, nahe Reims auf. Er kam mit sechs Fingern an jeder Hand zur Welt, was operativ behoben wurde. Uderzo hatte zudem eine Rot-Grün-Sehschwäche, doch nach eigenem Bekunden kam er gut damit zurecht. Anfangs arbeitete er wegen dieser Einschränkung mit nummerierten Farbtuben.
Schon im Kindergartenalter zeigte er ein ausgeprägtes zeichnerisches Talent. Durch Anleitung beispielsweise von Edmond-François Calvo und inspiriert von den Figuren Walt Disneys eignete er sich teils autodidaktisch das Handwerkszeug eines Comiczeichners an. Im Alter von zehn Jahren begann er, Figuren mit großen Nasen zu skizzieren. 1941 fand er eine Anstellung als Zeichner bei einem Verlag in Paris. Wegen des Lebensmittelmangels in Paris während der deutschen Besatzung im Zweiten Weltkrieg verbrachte er drei Jahre in der Bretagne, wo sein älterer Bruder Bruno als Fahrer und Mechaniker arbeitete. Nach Kriegsende kehrte er nach Paris zurück.
Als Achtzehnjähriger trat er dort in ein Zeichentrickfilmstudio ein und arbeitete dort ein Jahr lang. Anschließend betätigte er sich als Comiczeichner einer Zeitschrift. Erste selbstständige Arbeiten veröffentlichte er zwischen 1948 und 1954 mit Jean-Michel Charlier, dem Texter des Comics Belloy, Ritter ohne Rüstung. Ebenfalls zusammen mit Charlier entstanden in den 1960er Jahren die ersten acht Geschichten von Mick Tanguy.
Im April 1950 veröffentlichte das französisch-belgische Comicmagazin Bravo Geschichten über Captain Marvel Jr., gezeichnet von Uderzo. Die Rechte an den Geschichten liegen heute bei DC Comics.
1951 trafen sich Uderzo und René Goscinny, der ebenfalls Comics zeichnete, aber vor allem ein talentierter Autor war. Goscinny schrieb fortan Geschichten, die Uderzo illustrierte. Sie produzierten gemeinsam mehrere Reihen:
- über den Freibeuter Pitt Pistol (ab 1952)
- über den jungen Reporter Luc Junior und seinen Hund (1954/57). Die Ähnlichkeit mit Tim und Struppi ist nicht zufällig, handelte es sich doch um eine Auftragsarbeit, die 1957 an Greg abgegeben wurde.
- Benjamin & Benjamine (1956–1959)
- über den Indianer Umpah-Pah (1958–1962 im Tintin-Magazin)

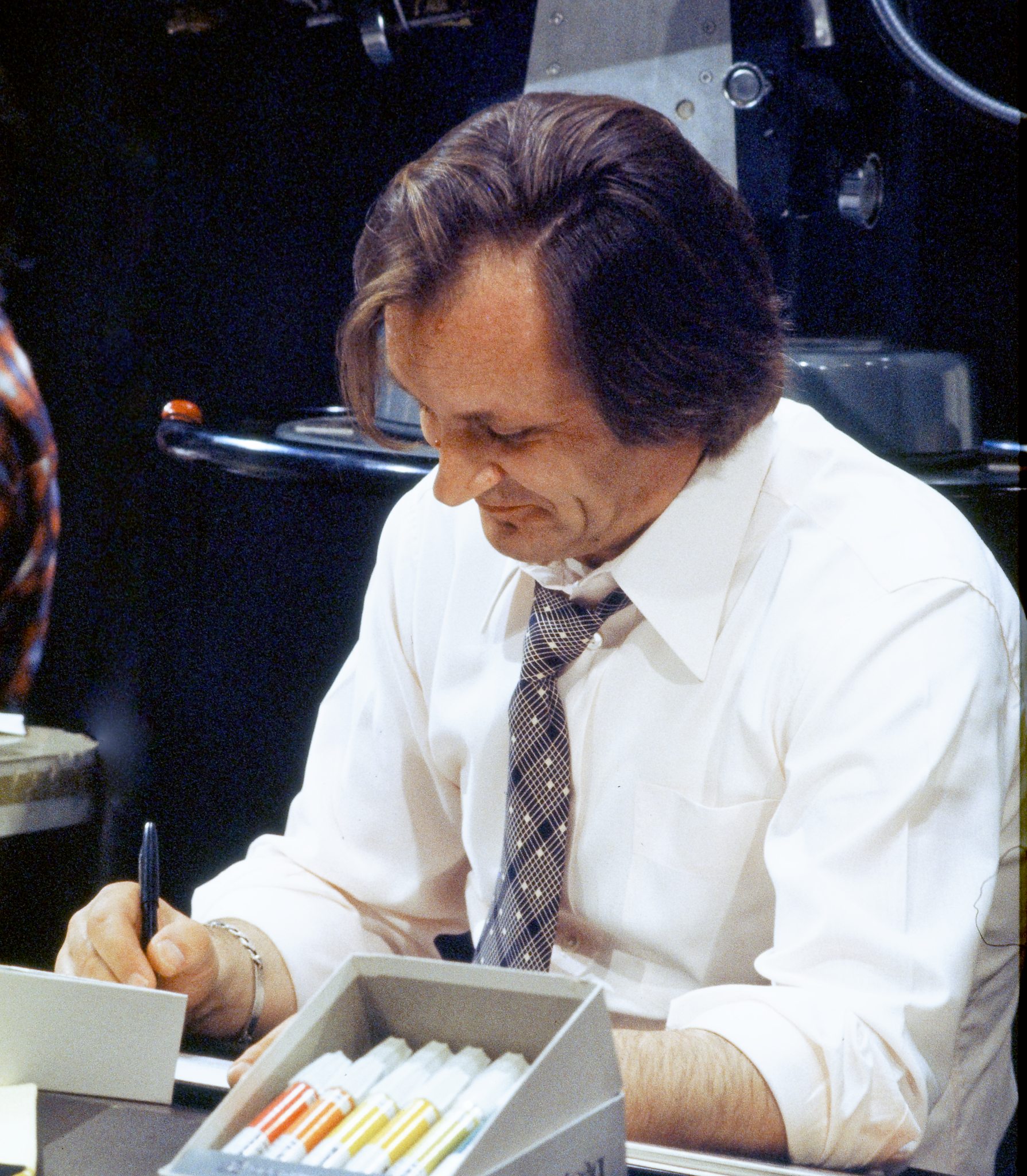
Albert Uderzo (1973)

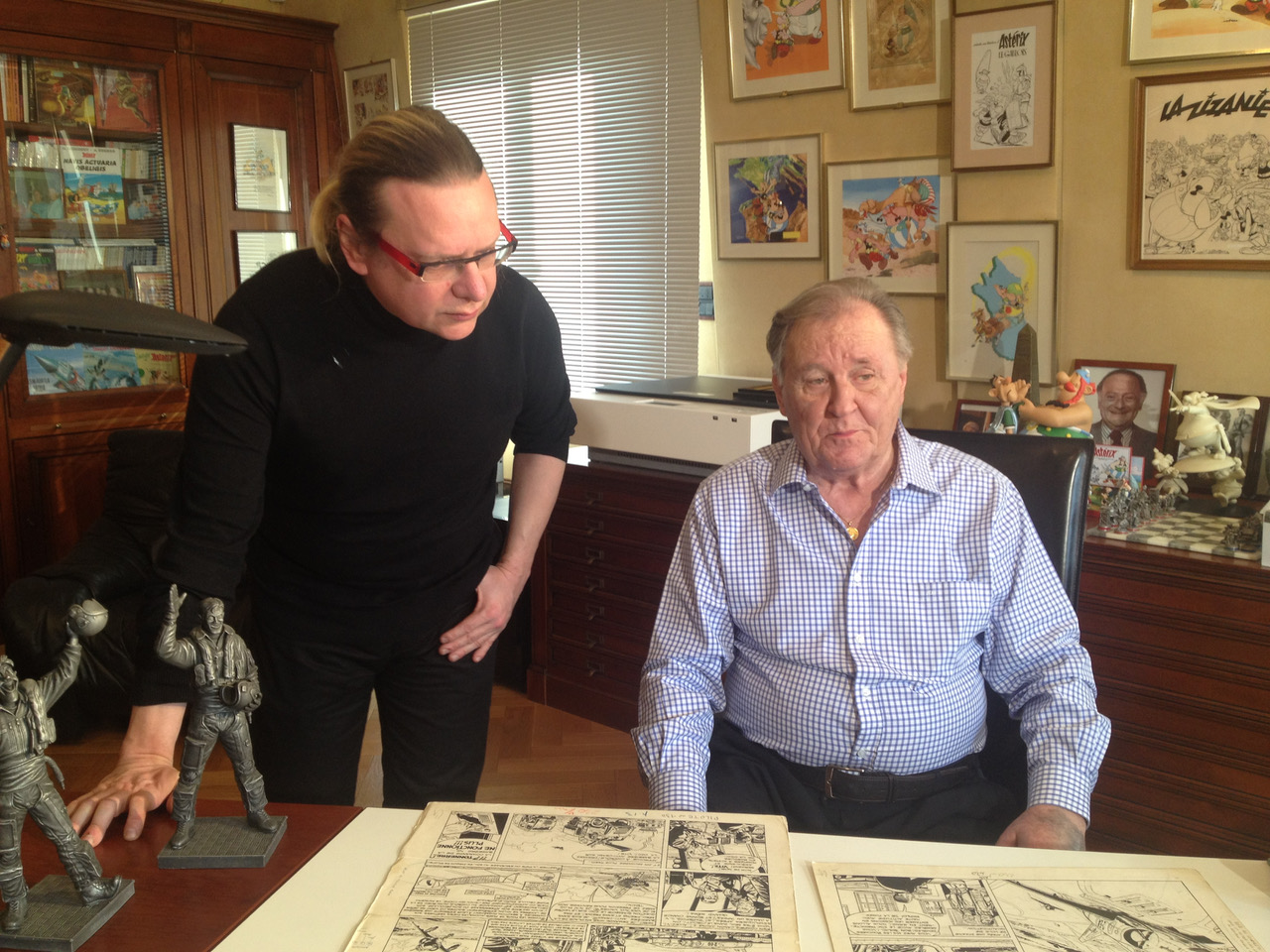
Uderzo in Paris, 2014

Ihr größter Erfolg wurde Asterix, von 1959 bis 1974 zunächst in der Zeitschrift Pilote erschienen, anschließend bis 1978 als Album bei Dargaud, danach im eigenen Verlag. Von 1966 bis 1979 wurde Uderzo zeichnerisch von seinem Bruder Marcel Uderzo unterstützt. In den 1980er Jahren veröffentlichte der Ehapa-Verlag die Collection Uderzo.
Ziel dieser Edition war es, erstmals in deutscher Sprache Albert Uderzos gesamtes Jugendwerk herauszubringen. 1974 gründeten Goscinny und Uderzo das Zeichentrick-Filmstudio Idéfix in Paris und produzierten dort Asterix erobert Rom und den Lucky-Luke-Film Lucky Luke – Sein größter Trick. 1978 wurde das Studio wegen Auftragsmangels geschlossen.
Seit dem Tod Goscinnys im Jahr 1977 produzierte Uderzo weitere Asterix-Abenteuer allein. Im Oktober 1979 gründete er in Paris die Éditions Albert René, die von da an Asterix herausgaben. Goscinnys Witwe autorisierte Uderzo, die Serie allein fortzusetzen; die Familie Goscinny wurde mit 20 Prozent beteiligt. Nach einem jahrelangen Rechtsstreit mit Dargaud sind inzwischen die Rechte aller früheren Hefte auf den Verlag Hachette Livre übergegangen, bei dem Asterix in Frankreich verlegt wird.
1980 erschien dort der erste nur von Uderzo erstellte Asterix-Band, Der große Graben. Trotz anhaltenden kommerziellen Erfolgs wurde die Qualität der neuen Alben im Vergleich zu den von Goscinny getexteten kritisiert.
2008 verkaufte Uderzo zusammen mit Goscinnys Tochter seine Anteile an den Éditions Albert René an Hachette. Damit zog er sich aus der unternehmerischen Verantwortung für die Vermarktung von Asterix weitgehend zurück und ermöglichte es seinem Nachfolger, dem Comiczeichner Didier Conrad, die folgenden Asterix-Bände zu bebildern. Nur Uderzos Tochter hält noch Anteile an der Edition.
1999 gewann er den Spezialpreis Prix du Millénaire beim Festival International de la Bande Dessinée d’Angoulême. Im Juni 2004 wurde Uderzo auf dem 11. Internationalen Comic-Salon Erlangen der Max-und-Moritz-Preis für sein Lebenswerk verliehen.
2012 wurde ein Wechsel der Autorenschaft von Asterix angekündigt, da Uderzo, an Arthrose erkrankt, nicht mehr viel zeichnen konnte. Im Januar 2015 zeichnete Uderzo im Alter von 87 Jahren eine Würdigung nach dem Anschlag auf Charlie Hebdo und veröffentlichte eine Zeichnung von Asterix und Obelix, die sich zusammen mit Idefix verneigen, und von Asterix, der einer Person, offenbar einem Araber, einen Fausthieb versetzt. Uderzo kannte den bei dem Attentat getöteten Zeichner Cabu persönlich.
Uderzo war vom 5. September 1953 an mit Ada Milani verheiratet und hatte mit ihr eine Tochter. Er starb am 24. März 2020 im Alter von 92 Jahren an einem Herzinfarkt in Neuilly-sur-Seine bei Paris. Er war ein begeisterter Sammler von Ferrari-Sportwagen.

## Postum
Am 26. Mai 2020 sind vom Auktionshaus Artcurial vier Zeichnungen für Asterix-und-Obelix-Bände von Uderzo für 390.000 Euro versteigert worden.
Der Erlös kommt einer Stiftung zugute, die Pariser Krankenhäuser und medizinisches Personal unterstützt. Uderzos Hinterbliebene wollten so die Arbeit des Krankenhauspersonals in der Covid-19-Krise würdigen.

## Werke
- 1948–1958: Belloy
- 1952–1956: Pitt Pistol
- 1953–1954: Marco Polo
- 1954: Onkel Paul
- 1954–1955: Bill Blanchart
- 1954–1957: Luc Junior

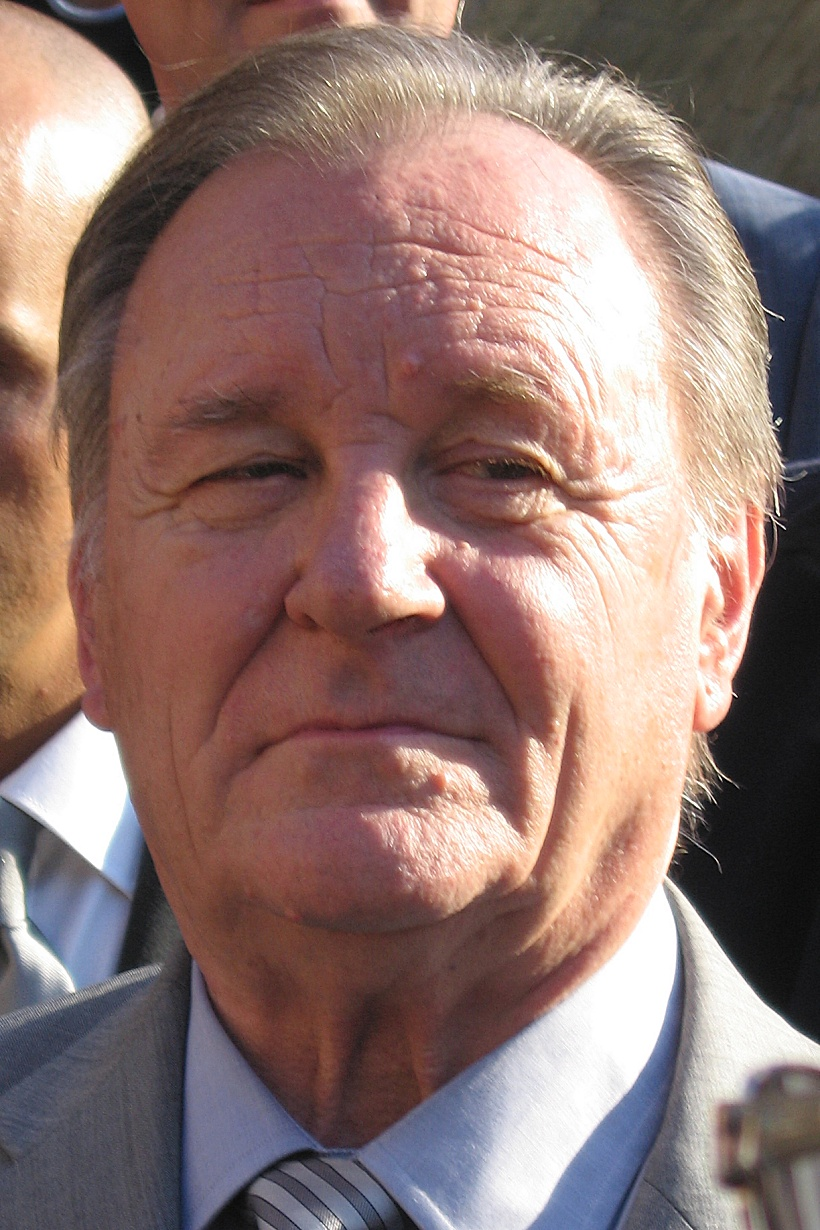
Albert Uderzo, 2005

- 1955: Les Grands noms de l’Histoire de France
- 1955–1956: Tom et Nelly
- 1956–1959: Benjamin & Benjamine
- 1958–1962: Umpah-Pah
- 1959–1966: Tanguy und Laverdure
- 1959–2009: Asterix

## Auszeichnungen
- 1969 – Chevalier des Arts et des Lettres
- 1970 – Ordre national du Mérite
- 1983 – Prix du Génie für Der Sohn des Asterix
- 1984 – Goldene Leinwand für den Film Asterix erobert Rom
- 1989 – Ritter der Ehrenlegion Frankreichs
- 1997 – DIVA-Award
- 1999 – Spezialpreis Prix du Millénaire beim Festival International de la Bande Dessinée d’Angoulême
- 2004 – Max-und-Moritz-Preis
- 2007 – Orden vom Niederländischen Löwen
- 2013 – Offizier der Ehrenlegion Frankreichs
- 2017 – Benennung eines Asteroiden nach ihm: (300928) Uderzo

## Ausstellungen (Auswahl)
- 2021: Uderzo, comme une potion magique: vom 27. Mai 2021 bis zum 31. Oktober 2021 im Musée Maillol[21][22]